# Артур (аэропорт)
Аэропорт Артур (англ. Arthur Airport), (FAA LID: 1A2) — государственный гражданский аэропорт, расположенный в двух километрах к северо-востоку от центрального делового района города Артур (Северная Дакота), США.

## Операционная деятельность
Аэропорт Артур занимает площадь в четыре гектара, расположен на высоте 297 метров над уровнем моря и эксплуатирует одну взлётно-посадочную полосу:
- 17/35 размерами 945 х 26 метров с торфяным покрытием.[1]

В период с 31 июля 2006 по 31 июля 2007 года Аэропорт Артур обработал 510 операций по взлётам и посадкам самолётов (в среднем 43 операции в день), из которых 98 % пришлось на авиацию общего назначения и 2 % — на рейсы аэротакси.